# Карпентер, Томас
Томас Карпентер (англ. Thomas Carpenter; род. 19 февраля 2000) — швейцарский и ирландский профессиональный хоккеист. Игрок ХК «Стар Форвард» (Лозанна) и национальной сборной Ирландии. Нападающий.

## Биография
Томас Карпентер родился 19 февраля 2000 года в Занене. Играть в хоккей начал с детства. Воспитанник команды «Вевез». С 12 лет выступал в юниорской лиге Швейцарии за «Виллар».
В 2018 году дебютировал в составе сборной Ирландии на Кубке Развития ИИХФ в Германии для малых хоккейных держав. Команда с Карпентером в составе стала 3-й, пропустив вперёд лишь сборные Македонии и Португалии.
С сезона 2019/20 Карпентер является игроком клуба «Стар Форвард» (№15), выступающего в 1-м  дивизионе швейцарского хоккея.